# スヘルトーヘンボス
スヘルトーヘンボス（'s-Hertogenbosch; [ˌsɛrtoːɣə(m)ˈbɔs] ( 音声ファイル)）またはデン・ボス（Den Bosch; [dɛm ˈbɔs] ( 音声ファイル)デンボスとも記述される）は、オランダ南部に位置する都市または広域行政区。北ブラバント州の州都。
ブラバント公アンリ1世の猟場であったことから、's-Hertogenbosch「公爵の森」と名付けられた。ただし、現代のオランダ語の日常会話では Den Bosch の方がよく使われる。
同広域行政区には、近隣の市町村 Bokhoven、Deuteren、Dieskant、Empel、Engelen、Gewande、Hintham、Kruisstraat、Maliskamp、Meerwijk、Orthen、Oud-Empel、ロスマーレンも含まれる。

## 歴史
1185年、ブラバント公アンリ1世により自治を定める勅許状が発布された。ホラント伯、ゲルデルン伯からの侵攻を防ぐため、周囲に石塀を築いた要塞都市として知られており、中世には交易都市（特に羊毛）、芸術都市として繁栄した。
宗教改革以降、カトリック教会の教区となったスヘルトーヘンボスは、八十年戦争にも抵抗を続けたが、1629年にオラニエ公フレデリック・ヘンドリックの軍門に降り、自治権の無いネーデルラント連邦共和国の占領区として扱われた。
1792年、フランス革命軍の侵攻によりフランス帝国の支配下に置かれた後、1815年にネーデルラント連合王国が成立すると、スヘルトーヘンボスは北ブラバント州の州都として定められた。

## 観光地・観光施設

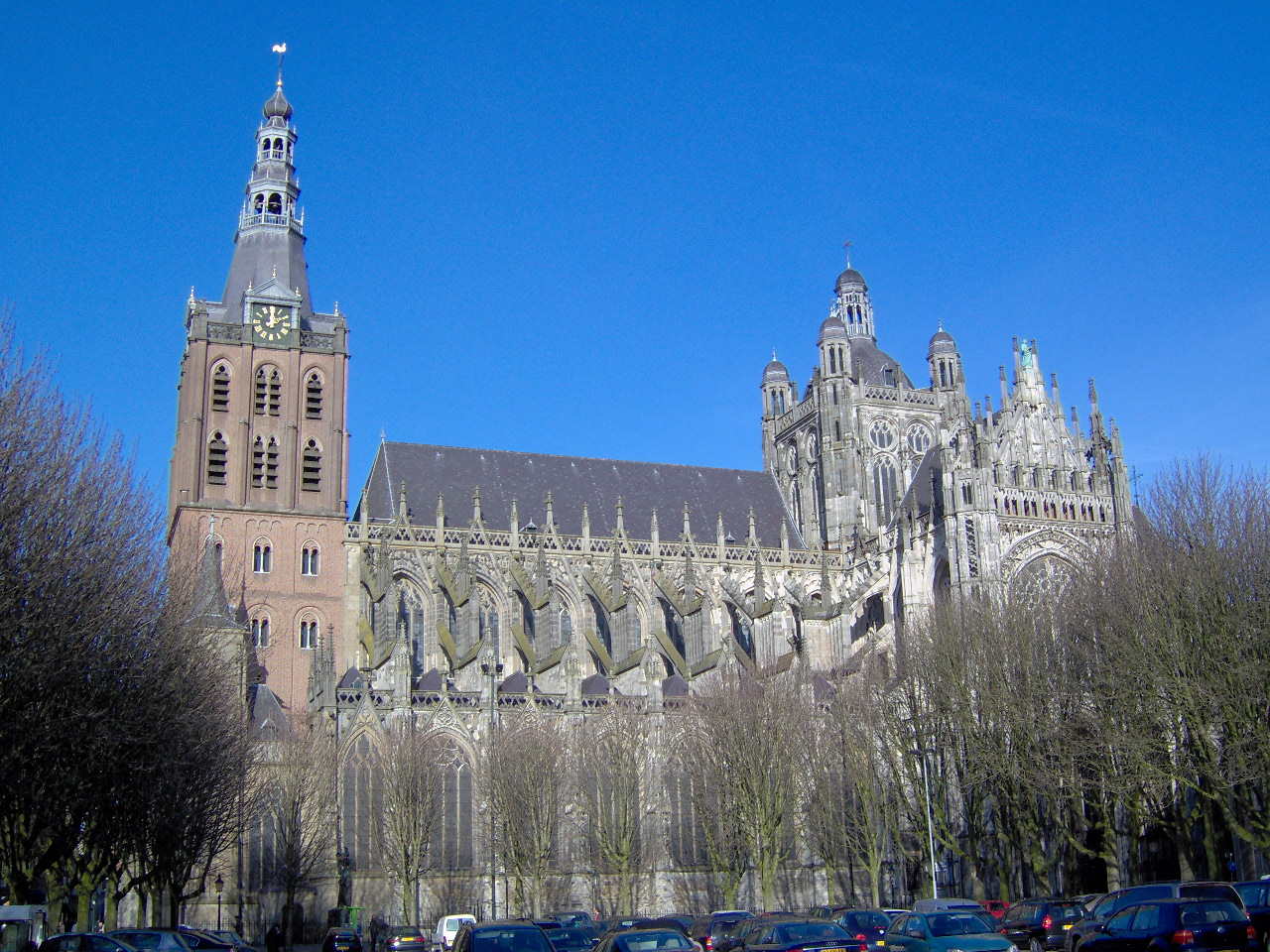
シント・ヤン教会

- シント・ヤン教会（聖ヤン教会）
- 旧市役所
- 石塀（要塞）
- 運河ツアー（蘭・英　冬期休業）
- ヒエロニムス・ボス アートセンター（蘭・英）
- 北ブラバント美術館（蘭）
- スヘルトーヘンボス市立美術館（蘭・英）

## スポーツ
- オランダサッカー協会に所属するプロサッカークラブFCデン・ボスの本拠地。
- 2008年度フィールドホッケーオランダ代表となったHCデン・ボス (nl) の本拠地。
- 1990年より、トップシェルフ・オープン（ATPツアー、WTAツアー）が行われている。

## 教育機関
- Akademie voor Kunst en Vormgeving St. Joost
- Avans Hogeschool
- Brede Bossche Scholen
- Ds. Pierson College
- HASデン・ボス
- Koning Willem I College
- Stedelijk Gymnasium (school in 's-Hertogenbosch)
- Stoas高等専門大学

## カーニバル

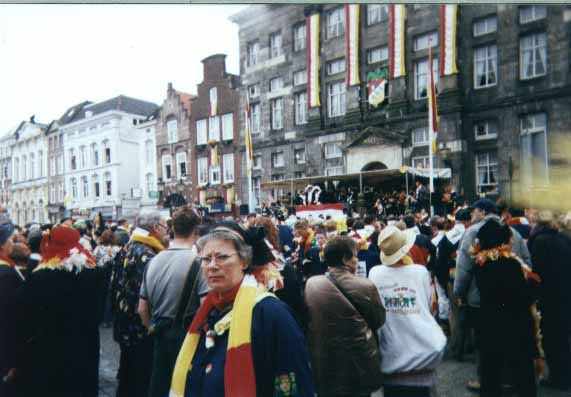
カーニバルの様子

スヘルトーヘンボスで行われているカーニバルがオランダ最古（記録に残る限りで1385年）のものである。
カーニバル期間中、スヘルトーヘンボスは架空の国ウテルドンク（"Oeteldonk": 湿地のカエル）と呼ばれ、ウテルドンク国プリンス、アマデイロ25世（2006年-）の統治下に置かれる。農夫が主役であり、他の地域のカーニバルに比べ華美な服装は少ないが、街はウテルドンク国のシンボルカラー（赤、白、黄色）で飾り付けられ、カーニバルを祝う音楽が鳴り止まない。

## ウテルドンク
ウテルドンク（蘭: Oeteldonk）の名前は、スヘルトーヘンボスの街を囲む湿地帯 (donk) と、その湿地帯に住むカエル (oetel) に由来すると言われている。

### 歴史

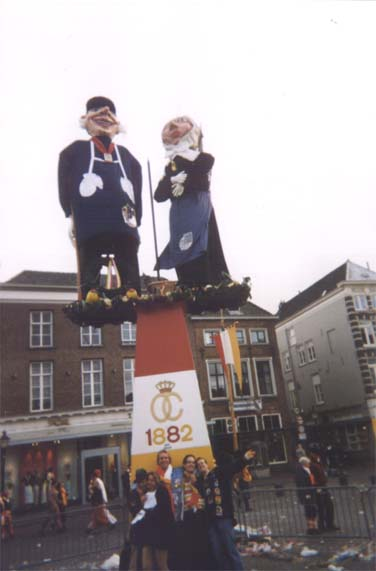
農夫ニリスとヘンドリーンの像

スヘルトーヘンボスでのカーニバルが、オランダ最古のものである。記録に残る限りでは、1385年には既にカーニバルの行事が行われており、15世紀、スヘルトーヘンボス出身の宗教画家ヒエロニムス・ボスもカーニバルを題材にした作品を残している。当時のカーニバルは、四旬節の断食を前に踊りと歌で祝う3日間の食事会であった。
カトリック教区であったスヘルトーヘンボスは、1629年にフレデリック・ヘンドリックの軍門に降り、以降カトリックの信仰が禁じられ、カーニバルの実施も禁止された（しかし、市民は秘密裏にカーニバルを祝っていたようである）。
1792年、フランス革命軍の侵攻によって、再びカトリック信仰を取り戻したスヘルトーヘンボスでは、カーニバルの行事が復活した。四旬節を前にした食事会に加え、リエージュから出稼ぎに来ていたガラス職人たちによって、彼らの伝統であった「ストリート・カーニバル」が行われるようになった。
労働者階級を中心にカーニバルは徐々に過激かつ暴力的なものになっていったため、ブルジョワジーらがカーニバルの実施に反対するようになったが、カーニバルを収入源とする民間企業の抵抗が強く、カーニバルが中止されることはなかった。しかし1881年、スヘルトーヘンボスの司教 Monsignor A. Godschalk が、カーニバルの中止をスヘルトーヘンボス市民に求めた。
暴力的なカーニバルに反対する市民グループは1軒のカフェ「Roijaal」に集まり、楽しめるカーニバルを目指し、「カーニバル期間中は、スヘルトーヘンボスの街を、架空の街ウテルドンクとすること」「ウテルドンクの街の住人はすべて、農夫か田舎娘となること」「ウテルドンクの街には（冗談の）市長が必要」という約束ごとを決定する。
1882年、最初の市長としてPeer van den Mugheuvelが任命され、ウテルドンクの伝統を守るため、De Oeteldonksche Clubが結成される。同クラブは、現在までスヘルトーヘンボスでのカーニバルを企画・統率する団体である。
1883年より、ウテルドンク市長に加え、ウテルドンク国のプリンス、アマデイロ氏（H.R.H. Prince Amadeiro Ricosto di Carnavallo, Reksamの騎士、ウテルドンクの君主、湿地帯と砂漠の支配者、……〈称号はまだまだ続く〉）と、架空の行政長官たちが任命されるようになる。

### シンボル
ウテルドンクのシンボルには、以下のものがある。

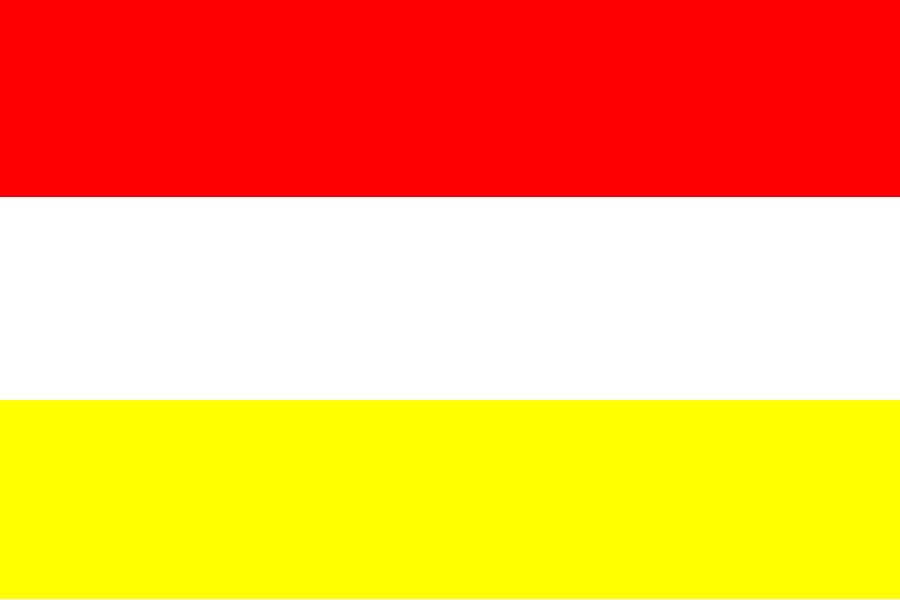
ウテルドンク国旗

- 三色旗：ウテルドンクの国旗。赤、白、黄で構成されている。
- 農夫ニリスの像：カーニバル期間中、街の中心地Marktに立てられる。うるう年には、ヘンドリーンの像が隣に立てられる。
- カエル：湿地帯のマスコット。

## スヘルトーヘンボスのイベント
- International horse show（蘭・英）
- Jazz in Duketown（蘭）
- Theatre festival Boulevard（蘭・英）
- Maritiem 's-Hertogenbosch（蘭）

## スヘルトーヘンボスの名物
ボッシェ・ボル（Bossche bol）: スヘルトーヘンボスにて12世紀からつくられている、チョコレートでコーティングされたシュークリーム。中身は生クリーム。

## スヘルトーヘンボス出身・由来の人物
- ヒエロニムス・ボス: ルネサンス期の宗教画家。スヘルトーヘンボス出身。『快楽の園』等。
- アーノルド・スコルテン: 元サッカー選手。スヘルトーヘンボス出身
- デジデリウス・エラスムス: 人文学者。幼少期にスヘルトーヘンボスにて教育を受ける。
- クレメンス・ノン・パパ: フランドル楽派の作曲家。スヘルトーヘンボスのマリア修道会に勤務。
- ピエール・ド・ラ＝リュー: フランドル楽派の作曲家。スヘルトーヘンボス大聖堂に勤務。
- キキ・ラーマース: 画家。スヘルトーヘンボス王立芸術アカデミー卒業。
- アレックス・アドリアーンセンズ: アートディレクター。スヘルトーヘンボス王立芸術アカデミー卒業
- ベルト・レーリンク: 法学者、裁判官。東京裁判におけるオランダ代表判事。スヘルトーヘンボス出身。